# Kate Greenaway
Kate Greenaway (Catherine Greenaway) (* 17. März 1846 in London; † 6. November 1901 in Hampstead) war eine englische Aquarellmalerin und Illustratorin von Kinderbüchern.

Holzschnitte von Greenaway im Alter von 16 bzw. 21 Jahren

## Jugend und Ausbildung
Catherine Greenaway (bekannt als Kate Greenaway) wurde in der Cavendish Street, Hoxton, geboren. Sie war die Tochter des Zeichners und Holzschnittkünstler John Greenaway, der hauptsächlich für die „Illustrated London News“ und „Punch“ arbeitete. Ihre Mutter war Elizabeth Jones, eine Näherin und Putzmacherin, unterhielt später ein Damenausstatter-Geschäft in Islington, wo die Familie über dem Laden in Upper Street wohnte. Zur Familie gehörten ihre Geschwister Elizabeth Mary *1841, Frances Rebecca (Fanny) *1850 und Alfred John *1852. Sie sollte als Kate im Geburtsregister eingetragen werden, aber aus Versehen wurde daraus Catherine.
Greenaway verbrachte zwei Jahre ihrer Kindheit bei Verwandten auf dem Land in Rolleston, Nottinghamshire und es war eine idyllische Landschaft, die für sie die Inspiration werden sollte. Diese Jahre auf dem Land beeindruckten ihre sensible Natur und sie erinnerte sich ihr Leben lang an die Hügel, Wolken und die blühenden Bäume sowie an das Herumtollen als Kind – und verarbeitete das alles in ihren späteren Aquarellen. Sie liebte ihre Kindheit und erinnerte sich: „Ich hasste es, erwachsen zu sein und weinte, als ich mein erstes langes Kleid erhielt“. Auch später kam sie gerne immer wieder zu Besuch nach Rolleston.
Als sie nach Rolleston gebracht wurde, war sie so alt wie das jüngste Kind in ihren Büchern und sollte bei ihrer Großtante Mrs. Wise leben. Jedoch in einem kleinen roten Steinhaus, wo die Straße nach Fiskerton abzweigt, verbrachte sie viele ihrer glücklichsten Tage mit der Haushälterin ihrer Tante, Mary Chappell und deren Mann Thomas Chappell. Greenaway malte ihn später in seinem Rock und hohen Hut. Als sie in London lebte, verbrachte sie lange Ferien in dieser Bauernkate, die sie nie vergaß, ebenso wie das Dorf in den grünen Wiesen, wo der Fluss Greet das alte Mühlenrad dreht auf seinem Weg nach Trent. Hinter dem Chappell Haus war der Bauernhof von Mrs. Neale, mit der Greenaway und Mrs. Chappell zum Markt von Newark fuhren. Noch weiter entfernt stand vor dem Wald das Bauernhaus von Greenaways Tante Aldridge, die sie manchmal in Pferd und Wagen mit auf den Markt nahm und ihr ein Essen spendierte mit den Bauern und deren Frauen in einem alten Gasthaus.
Mit 12 Jahren war sie bereits Preisträgerin der South Kensington School of Art (Islington branch), die 1896 das Royal College of Art wurde. Sie gewann auch später einige Medaillen, einschließlich der „National“. Sie besuchte die Schule von „Heatherley's“ und die neu eröffnete Slade School of Fine Art. Sie studierte dort unter Alphonse Legros. Hier lernte sie auch Elizabeth Thompson (Lady Butler) und Helen Paterson (Mrs. Allinton) kennen, denen sie in Freundschaft verbunden blieb.
Ihre Illustrationen hatten außergewöhnlichen Charme. Sie zeigten freche oder sittsame Kinder mit lockigen Haaren, in altmodischer Kleidung – hübsche Mädchen in Kittelschürzen mit Hauben oder in Rüschenkleidern mit Hüten und Jungen in kurzen Jacken – die in einer unschuldigen Welt lebten, wo sie keinen ernsthaften Schaden jemals erlitten. Ihre Bücher, Karten und Almanach-Serien zeigen Greenaways Einfühlungsvermögen in Linien und ihren Instinkt für Figurenkomposition. Die dekorative Wirkung ihrer unschuldigen Kinder in der Natur mit Blumensträußen, Girlanden und Kränzen ist das Merkmal und der zauberhafte Reiz von Greenaways Welt.

## Erste Erfolge

Foto von Elliot & Fry mit 34 Jahren

Kate Greenaways Haus in Hampstead Architekt: R. Norman Shaw

Kate Greenaway in ihrem Arbeitszimmer 1895

Neben Entwürfen von Weihnachts- und Valentinskarten für die Firma Marcus Ward and Co. ging sie an die Öffentlichkeit. Mit 22 Jahren stellte sie 1868 zum ersten Mal in der Dudley Gallery aus. Ihre sechs kleinen Zeichnungen auf Holz gefielen Rev. William John Loftie, der diese in dem alten People's Magazine veröffentlichte.
In den 1870er Jahren begann Greenaway mit Buch-Illustrationen, wie „Fairy Gifts or a Wallet of Wonders“ von Kathleen Knox und „Starlight Stories Told to Bright Eyes and Listening Ears“ von Fanny Lablache 1871 illustrierte sie neun Märchen von Madame Marie-Catherine d’Aulnoys 'Fairy Tales' für Messrs. Kronheim; 1876 dann 'Quiver of Love' (mit Walter Crane), eine Sammlung von Valentines; 1878 illustrierte sie für Madeline Bonavia Hunt 'Poor Nelly'. Ebenfalls 1878 illustrierte sie 'Topo' 'A Tale about English Children in Italy' von Lady Colin Campbell, das diese unter dem Pseudonym G E Brunefille geschrieben hatte; und 1879 für Charlotte Mary Yonge 'Heir of Redclyffe' und 'Heartsease'.
1873 stellte sie „A Fern Gatherer“ in der Royal Manchester Institution aus, und sie verkaufte das Bild. 1877 verkaufte sie ihr erstes Bild an der Royal Academy „Missing“ für zwanzig Guineen.
Sie arbeitete für „The Graphic“ und „Illustrated London News“. Im Jahre 1878 begann auch ihre Zusammenarbeit mit Charles Scribner's Sons, für die sie einige Jahre arbeitete. Das wirkte sich auch positiv auf ein Einkommen aus. 1878 verdiente sie fast 550 £, 1879 über 800 £ und 1880 mehr. 1881 stieg ihr Verdienst aufgrund der Lizenzzahlungen (Tantiemen) auf ihre Bücher, die graviert und gedruckt wurden von Mr. Evans und dem Verlag George Routledge & Sons, auf über 1.500 £.
1880 wurde sie von der Grosvenor Gallery eingeladen, ihre Bilder auszustellen. Bis dato hatte sie ihre Bilder ohne Copyright verkauft, aber von jetzt an erhielt sie das Copyright zum Schutz gegen Nachahmer.

## Der Ruhm
Ihr Vater zeigte ihre Arbeiten dem Farbendrucker Edmund Evans, der einer Zusammenarbeit mit Greenaway zustimmte. Für ihr Buch Under the Window (1878) wurden neue Techniken der Photolithographie verwendet, um ihre Aquarelle zu drucken. Evans war in der Lage, den Charme von Greenaways idyllischen, pastoralen Szenen auf Papier zu übersetzen durch ein kostspieliges Verfahren, das das Fotografieren von ihren zierlichen Aquarellen auf Holzblöcke bedurfte. Diese wurden dann so angeordnet, dass einige Farben sich überlappten. Entgegen dem Expertenrat druckte Evans nur 20.000 Exemplare, weil das Buch 6 Shilling kostete im Gegensatz zu den üblichen Sixpence-Kinderbüchern. Diese erste Auflage war sofort ausverkauft und es wurde ein zweiter Druck, dieses Mal von 70.000 Büchern hergestellt. Dieses Buch verschaffte ihr den Durchbruch. Noch zu ihren Lebzeiten wurden 100.000 Stück verkauft.
Darauf folgten
- Kate Greenaway's Birthday Book for Children (1880), (9 × 9 cm) mit Versen von Mrs. Lucy Elizabeth Drummond Sale-Barker;
- Mother Goose; or, the Old Nursery Rhymes (1881);
- A Day in a Child's Life, mit Musik (Noten) von Myles B. Foster, dem Organisten des Foundling Hospitals (1881);
- Little Ann and other Poems, by Jane and Ann Taylor (1883).

Mit den ersten drei Büchern und dem letzten dieser fünf Bücher verdiente sie 8.000 £. Nun schwebte sie auf der Erfolgswelle mit:
'Painting Book of Kate Greenaway' (1884); the 'Language of Flowers' (1884); 'Mayor's English Spelling Book' (1884); 'Marigold Garden' (1885); 'Kate Greenaway's Alphabet' (1885); 'Kate Greenaway's Album' (1885); 'A Apple Pie' (1886);
1881 suchten die Kronprinzessin von Deutschland Victoria (Kaiserin Friedrich) und ihre Schwester, Prinzessin Helena, beide Töchter von Königin Victoria, ihre Bekanntschaft und empfingen Greenaway im Buckingham Palace.
Jetzt besaß sie ausreichend Geld, um den berühmten Architekten Richard Norman Shaw mit dem Bau eines Hauses in Hampstead zu beauftragen, in das sie 1885 mit ihren Eltern einzog.

### Auch im Ausland bekannt
“Under the Window” wurde in folgende Sprachen übersetzt:
- Norwegisch 1880
- Deutsch 1880
- Französisch 1880
- Schwedisch 1882
- Holländisch 1888
- Japanisch 1979[14]

1894 begann ihre Zusammenarbeit mit „The Ladies’ Home Journal“, das in Philadelphia mit einer Auflage von 700.000 Exemplaren herausgegeben wurde. Damit eroberte Greenaway auch den amerikanischen Markt. Die Zusammenarbeit erstreckte sich über vier Ausgaben und erwies sich als hoch profitabel. 30 £ wurden ihr pro Seite für die Serienrechte bezahlt. Dafür lieferte sie nur sieben oder acht schöne, kleine Federzeichnungen zur Illustration von Versen von Miss Laura E. Richards.

## Die Freundschaft mit John Ruskin
Als sich die beiden im Jahr 1882 trafen, war er dreiundsechzig und sie sechsunddreißig. Ruskin bewunderte sie, und von da an überwachte er ihre Arbeit und dominierte ihr Leben. Er bewunderte immer kindliche Unschuld bei Frauen, und die Art in der Greenaway ihre girlies porträtierte. Greenaway war von ihm fasziniert. Sie sprachen Kindersprache miteinander, er war ihr „Liebling Dinie“ und sie unterzeichnete ihre Briefe mit einer unterschiedlichen Anzahl von Küssen je nach Stimmung. Er wollte, dass sie ihre Kinder-Modelle nur für ihn nackt zeichnete und die Zeichnungen an ihn sandte, aber Greenaway lehnte dieses Ansinnen ab. Die Beziehung war mit ziemlicher Sicherheit rein platonisch, aber ihre Hingabe an ihn überlebte seine schlechte Laune, seine Anfälle von Wahnsinn und seine eventuelle Senilität und dauerte bis zu seinem Tod im Jahr 1900.
Es gab ein Buch mit Kinderreimen von 1823, Dame Wiggings of Lee, das Ruskin besonders mochte und zu dem er einige eigene Verse hinzufügen wollte. Zu diesem Zweck musste das Buch mit den Holzschnitten neu aufgelegt werden. Ruskin verfasste vier eigene Verse, in denen er erklärte, wie die Katzen unterrichtet bzw. erzogen wurden, und bat Greenaway um ihre Illustration dazu. Greenaway fertigte vier Umriss-Zeichnungen an, damit die Leser diese ausmalen konnten – im Gegensatz zu den kräftigen Linien der alten Holzschnitte. Ruskin entschied, dass ihre Zeichnungen genau richtig seien und keinerlei Änderungen bedurften. Ruskins Verse und die Holzschnitt-Zeichnungen von Kate Greenaway befinden sich auf den Seiten. 3, 4, 8, und 9.
Ihr berühmtester Kritiker von „Under the Window“ war natürlich ihr Freund John Ruskin, der ihre Arbeit als ein „pastorales Märchenland“ betrachtete und sie für die Schaffung von etwas lobte, das „anständig, ordentlich, schön und rein“ war.
Durch ihre Verbindung zu Edward Evans machte Greenaway die Bekanntschaft von Randolph Caldecott, dem Illustrator einer sehr erfolgreichen Serie von Kinderbüchern, die seit acht Jahren regelmäßig zu Weihnachten erschienen. Caldecotts Arbeiten waren detailreicher und er variierte die Themen stärker als Greenaway. So waren sie in Freundschaft verbundene Konkurrenten bis zu Caldecotts Tod 1886.
Obwohl viele Greenaway imitierten, hatte sie keine echten Rivalen. Caldecott wollte, dass die Kinder mit seinen Büchern Spaß haben, und Walter Crane wollte die Kinder unterhalten. Allein Greenaway zeigte, dass sie eine Freundin der Kinder war, die eine einzigartige, innige Verbindung zu ihren Lesern aufbauen konnte. Sie war nie verheiratet und hatte selbst keine Kinder.
Aufgrund ihres Schaffens wurde sie 1889 zum Mitglied des Royal Institute of Painters in Water Colours gewählt.
Von 1883 bis 1897 gab Greenaway jährlich ihren eigenen Almanach heraus.

### Greenaways letzte Buch-Illustration 1900
Der Verlag Macmillan bot Greenaway einen neuen Auftrag an, die Illustration des „April-Baby-Buch der Melodien“, von einem ihrer Lieblingsautorin und die Greenaway sehr bewunderte, der Gräfin von Arnim, der Autorin von „Elizabeth und ihr deutscher Garten“. Da sie Elizabeths Buch einmal John Ruskin empfohlen hatte, beeinflusste das Greenaways Entscheidung bei der Annahme des Auftrags. Nachdem sie drei Jahre kein Buch mehr illustriert hatte, sondern sich der Ölmalerei zugewandt hatte, fand sie es besonders schwierig, die Arbeit zeitgerecht abzuschließen und sie schrieb eine pathetische Entschuldigung an die Gräfin, um ihr zu versichern, dass sie so schnell arbeiten würde, wie sie konnte. Sie hatte schon unter ihrer Krankheit zu leiden. Endlich ein paar Wochen vor ihrem Termin beendete sie die Zeichnungen und das Buch erschien Anfang Dezember 1900. Die Freunde der Autorin, die die echten 'April Babies' kannten (nämlich die Töchter der Gräfin) staunten darüber, wie gut Greenaway ihr Ebenbild eingefangen hatte (sie hatte noch nicht nach Fotografien gearbeitet). Das „Anthenaeum“ schrieb, es sei 'Miss Greenawa| in Bestform' (Engen, Kate Greenaway. A Biography, S. 209 bis 210). The April Baby’s Book of Tunes von Elizabeth von Arnim.
Es war das erste von Greenaways illustrierten Büchern, das in Chromolithographie gedruckt wurde – 16 chromolithographe Platten (sechs Vollseiten) einschließlich Titelbild.
Die Fine Art Society (Bond Street) veranstaltete drei Ausstellungen ihrer Werke zu ihrer Lebenszeit, 1880, 1891 und 1898 und eine vierte nach ihrem Tod im Januar 1902. Sie verkaufte ihre Bilder im Werte von mehreren tausend Pfund. Erst 1899 wandte sie sich der Portrait-Malerei in Öl zu. Im gleichen Jahr wurde Brustkrebs bei ihr diagnostiziert.
Die ungekrönte Königin des goldenen Zeitalters der Kinderbuch-Illustration war 45 Jahre alt, als sie am 6. November 1901 in ihrem Haus No. 39 Frognal in Hampstead starb. Ihre Urne wurde auf dem Friedhof von Hampstead beigesetzt. Auf ihrem Grabstein wurde ein Vers eingemeißelt, den sie für diesen Anlass geschrieben hatte:
- Heaven’s blue skies may shine above my head,
- While you stand there – and say that I am dead![21]

Übersetzung:
Das Blau des Himmels möge über meinem Kopf leuchten,
Während Sie dort stehen – und sagen, dass ich tot bin!

## Die Kinderkleidung
Trotz ihrer Kurzsichtigkeit war Greenaway eine gute Näherin und sie fertigte ihre eigene Kinderkleidung im Stil von 1800 für ihre Zwecke an. Sie richtete ihr besonderes Augenmerk auf die Kleidung der Kinder, die sie bis ins kleinste Detail zeichnete. So entstand ein neuer Stil. Die Kleidung in ihren Zeichnungen wurde sehr gut bekannt und erregte die Aufmerksamkeit der Modewelt in dem Maße, dass der Name Kate Greenaway ebenso vertraut wurde in Modekreisen wie in literarischen. Die Kittel, Hauben, Schürzen und Rüschen waren altmodisch und erinnerten an die Regency-Ära, aber sie eroberten die nostalgische Phantasie der Leser, und der Stil erlebte eine Wiedergeburt. Liberty of London, ein bekanntes britisches Kaufhaus, übernahm 1884 die Mode aus Greenaways Illustrationen und fertigte eine Serie von Kinderbekleidung. Als Liberty’s 1889 eine Niederlassung in Paris eröffnete, verbreitete sich ihr Stil auch in Frankreich.
Eine ganze Generation von Müttern in den liberal gesinnten britischen Künstler-Kreisen, die sich selbst die „Seelen“ („The Souls“) nannten und die Arts-and Crafts-Bewegung begrüßten, kleideten ihre Töchter in Kate Greenaway Pluderhosen und Hauben in den 1880er und 90er Jahren.
‘Greenawisme’ steht für eine Phase in der Kunst und Kleidung, die in den Almanach Hachette von 1904 unter der Überschrift 'L'Histoire du Costume des Enfants' (Geschichte der Kinderkleidung) aufgenommen wurde, begleitet von den Frisuren. Die Wiener Neue Freie Presse meinte, dass sich Kate Greenaway selbst ein Denkmal gesetzt habe mit der Reformierung der Kinderkleidung.
Kate Greenaways typische Designs wurden später häufig für die Herstellung von Porzellan, Fliesen, Tapeten und anderen Gebrauchsgegenständen kopiert.
Ihr zu Ehren wird seit 1955 die Kate Greenaway Medal verliehen.

## Werke
- The Little Folks PAINTING BOOK, a series of outline engravings for water-colour painting by Kate Greenaway with descriptive stories and verses by George Weatherly. Publisher: Cassell Petter & Galpin 1879 A delightful and possibly first ever colouring in book.
- Kate Greenaway's birthday book. With verses by Mrs. Sale Barker. Publisher: Frederick Warne London, New York, 1880
- George Kringle: Some little people. Illustrated by Kate Greenaway. Publisher: Dodd, Mead & company, New York 1881
- Little Ann and other poems. By Jane and Anne Taylor. Illustrated by Kate Greenaway. Printed in colours by Edmund Evans. Publisher: George Routledge & Sons, London, 1883
- Marigold garden: pictures and rhymes. by Kate Greenaway. First published in 1885. Publisher: Frederick Warne & Co. London and New York 1900
- Kate Greenaway's Alphabet. Colour Wood Engraving by Edmund Evans. Publisher: George Routledge & Sons (London) London & New York 1885
- Bret Harte: The queen of the Pirate Isle. Illustrated by Kate Greenaway. Printed in colours by Edmund Evans. Publisher: Chattoo and Windus, London 1887
- Robert Browning: The Pied Piper of Hamelin. Illustrated by Kate Greenaway. Publisher: Frederick Warne & Co. Ltd., London 1889
- Kate Greenaway's Book of Games (abgerufen am 10. August 2010)
- The April Baby s Book of Tunes with The Story of how they came to be Written. By Elizabeth von Arnim. Illustrations by Kate Greenaway. Once upon a time there were three little girls called April, May, and June... Publisher: The Macmillan company New York; Macmillan & co., ltd. London 1900
- ‘Ready for the Party', späte 1890er, Kate Greenaway – Lady Lever Art Gallery, (Liverpool) Port Sunlight, Merseyside, England
- Illustrations for 'Kate Greenaway's Birthday Book for Children' at the Victoria and Albert Museum
- Aquarell-Zeichnung von Kate Greenaway im Brooklyn Museum, New York
- Kate Greenaway in Manchester Art Gallery
- Little Wide Awake. An Illustrated Magazine for Good Children. Edited by Lucy Elizabeth Drummond Sale-Barker (British, 1841–1892) Date: 1882 – In MET Museum – Engraver: Dalziel Brothers (British, active 1839–1893); Engraver: Engraved by Edmund Evans (British, Southwark, London 1826–1905 Ventnor, Isle of Wight), signed E. E.; Engraver: John Greenaway (British, 1816–1890); Engraver: Robert Loudan (British, active 1855–95) Medium: Illustrations: wood engravings, one in color
- Children’s Books Written or Illustrated by Kate Greenaway